# Augustiniánský klášter ve Šternberku
Klášter augustiniánů kanovníků ve Šternberku je bývalý klášter řádu augustiniánů ve Šternberku, činný mezi léty 1371 až 1775, s výjimkou husitských bouří v letech 1421–1451. Budovy kláštera stojí na návrší vedle kostela Zvěstování Panny Marie.

## Dějiny

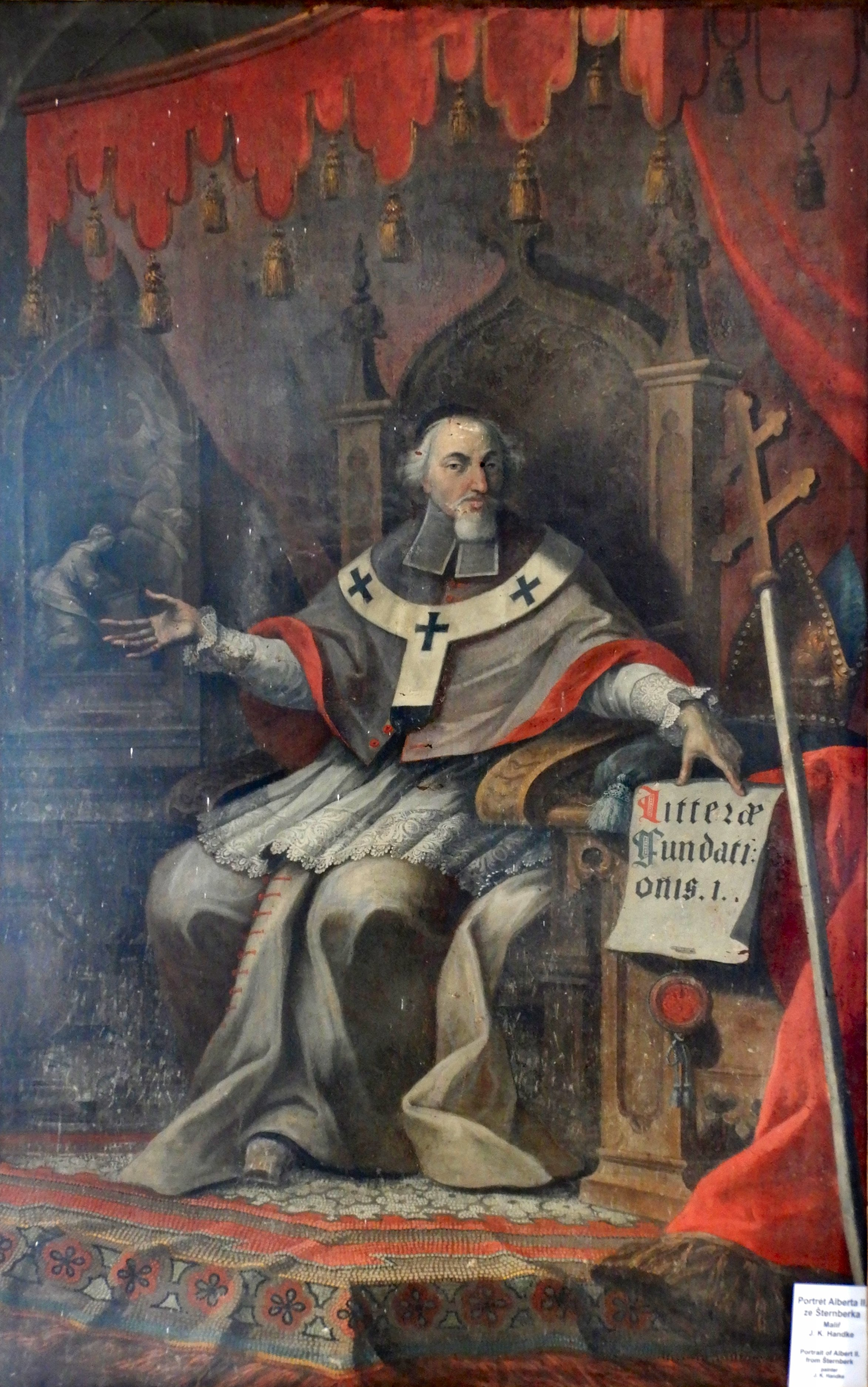
Albrecht Aleš ze Šternberka, portrét Jan Kryštof Handke

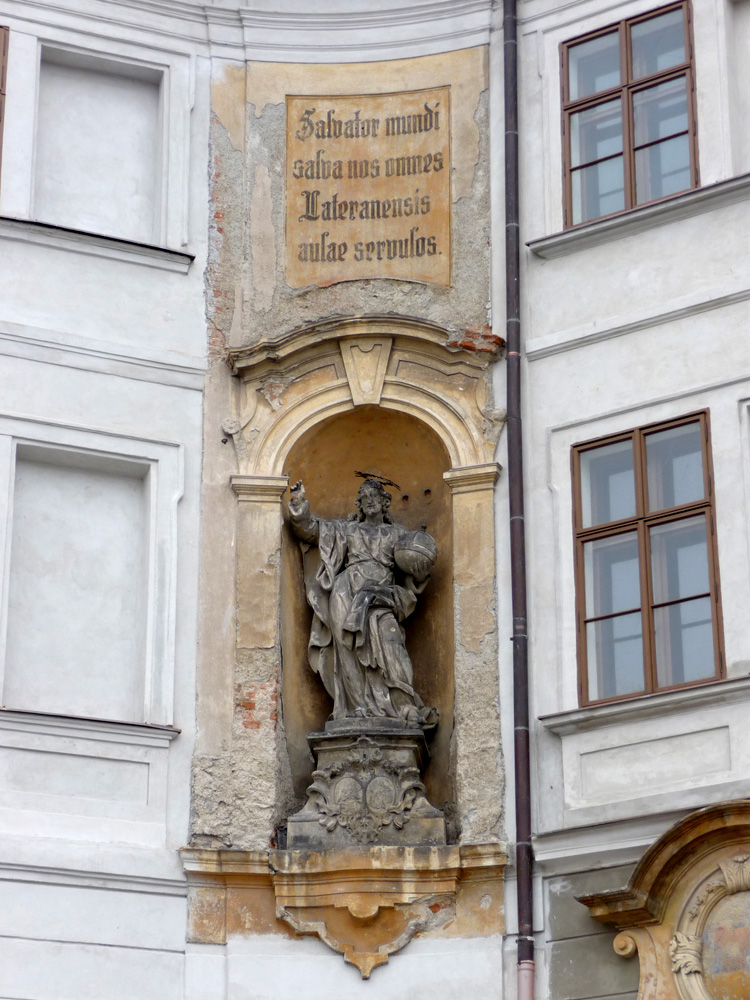
Socha Krista Salvátora, Jan Kammereith (1744), nika v nádvoří

Kanonii 4. března 1371 založil Albert ze Šternberka, tehdy arcibiskup magdeburský a rádce císaře Karla IV. Ten také pozval prvních čtrnáct řeholníků z jejich mateřského kláštera v Roudnici nad Labem, v čele s proboštem Václavem († 1384). Nejdříve se usadili při románském městském kostele sv. Jiří, který založil Albertův předek Zdislav ze Šternberka v polovině 13. století. Výstavba budov konventu s kvadraturou a dvojlodním kostelem Zvěstování Panny Marie byla dokončena v první polovině 80. let 14. století. Po majetkovém vyrovnání Alberta ze Šternberka s jeho synovcem Petrem roku 1384 bylo fundační listinou potvrzeno druhé založení, současně se počet kanovníků zvýšil na 25. Zároveň kanovníci převzali do správy šternberskou farnost, farní školu a špitál při kostele Očišťování Panny Marie na předměstí Šternberka. Zařizování kostela trvalo až do roku 1404, kdy olomoucký biskup Lacek z Kravař konsekroval oltáře sv. Jana Křtitele a sv. Kateřiny a udělil k nim odpustky pro návštěvníky kostela .
Klášter byl nejstarší augustiniánskou kanonií na Moravě, k druhému založení kanonie došlo ve Fulneku roku 1389. Na střední Moravě působili šternberští kanovníci spolu s augustiniánskou kanonií v Prostějově (založenou roku 1391) jako významné centrum náboženské reformy devotio moderna, kultury a vzdělanosti.
Husitské války šternberskou kanonii velmi těžce postihly, podobně jako většinu klášterů v českých zemích. Řeholníci se vrátili roku 1432, mezi lety 1451 a do roku 1461 zdevastované budovy opravili. Další pohromou byl požár města 21. června roku 1626, který zachvátil také klášter. Opravy škod trvaly do roku 1632. V letech 1637, 1669 a 1691 bylo v kostele postupně konsekrováno devět nových oltářů. Od roku 1721 v kostele působilo laické bratrstvo Nejsvětější Trojice, jež provozovalo chrámovou hudbu, a po jeho zrušení zůstal hudební archiv v podobě 162 svazků notových zápisů liturgické hudby.
Klášter a zčásti i kostel byly renovovány do roku 1737 do vrcholně barokní podoby brněnským architektem Františkem Antonínem Grimmem (1710–1784). Barokní výzdobu vytvořili malíř Jan Kryštof Handke, sochaři Andreas Bleiberger, Filip Sattler a Jan Kammereith, který zde vytvořil svá první díla. Portrét zakladatele Alberta ze Šternberka do kapitulní síně namaloval Jan Kryštof Handke. Roku 1775 byl klášter zrušen a krátce na to starý kostel zbořen. Novostavba trvala do roku 1783 a byla do ní přenesena část starého zařízení.

## Památková ochrana
Klášter patří mezi nemovité kulturní památky města Šternberka. Je zapsán v rozsahu: budovy konventu čp. 53 (Farní 53/7), čp. 54 (Farní 54/4), čp. 69 (Farní 69/5), čp. 77 (Farní 77/6), fara čp. 50 (Farní 50/3) a hradební zeď, křížová chodba.